# Carrouges
Carrouges település Franciaországban, Orne megyében. Lakosainak száma 626 fő (2022. január 1.). Carrouges Saint-Martin-des-Landes, Lignières-Orgères, Chahains, Joué-du-Bois, Sainte-Marguerite-de-Carrouges, Saint-Martin-l’Aiguillon és Saint-Sauveur-de-Carrouges községekkel határos.

## Népesség
A település népességének változása:
| Lakosok száma | 711  | 678  | 691  | 672  | 656  | 643  | 630  | 629  | 626  |
|               | 2013 | 2015 | 2016 | 2017 | 2018 | 2019 | 2020 | 2021 | 2022 |